# 永田小太郎
永田 小太郎（ながた こたろう、1873年（明治6年）9月16日 - 1937年（昭和12年）4月22日）は、大日本帝国陸軍軍人。最終階級は陸軍少将。

## 経歴・人物
佐賀県出身。1895年（明治28年）陸軍士官学校第6期卒業。
1918年（大正7年）7月に陸軍歩兵大佐・松江連隊区司令官、1921年（大正10年）6月に歩兵第27連隊長を経て、1923年（大正12年）8月に陸軍少将に昇進と同時に待命。翌月、予備役に編入した。

## 栄典
- 1895年（明治28年）11月15日 - 正八位[3]
- 1897年（明治30年）12月15日 - 従七位[4]